# 楠本亜紀
楠本 亜紀（くすもと あき、1972年 - ）は、日本の写真評論家、写真批評家、キュレーター。和歌山県出身。姉は楠本まき。

## 略歴
東京大学文学部美学藝術学科卒業。ロンドン大学ゴールドスミスカレッジ美術科（Certificate Course）を経て東京大学大学院総合文化研究科修士課程修了。東京大学総合文化研究科超域文化科学専攻（表象文化論コース）博士課程単位取得満期退学。
川崎市岡本太郎美術館学芸員を経てインディペンデント・キュレーターとして活動。
主な展覧会企画に「日本発見－岡本太郎と戦後写真」、「肉体のシュルレアリスム　舞踏家土方巽抄」（第35回舞踏批評家協会賞）。2000年に「逃げ去るイメージ　アンリ・カルティエ＝ブレッソン」にて第6回重森弘淹写真評論賞受賞。2009年より写真の町東川賞審査員、東川賞受賞作家展ディレクター（〜2021年）。

## 主な著書、評論など
- 『逃げ去るイメージ　アンリ・カルティエ＝ブレッソン』（スカイドア、2001年）